# Георгиевская церковь (Безымянка)
Георгиевская церковь (храм Георгия Победоносца) — бывший православный храм в хуторе Безыменском Области Войска Донского, также новый храм в этом же хуторе с новым именем Безымянка ныне Волгоградской области.

## История
Деревянная церковь в хуторе Безыменском Арчадинской станицы была построена в 1872 году на средства прихожан, живущих в хуторах Безыменском, Калинкином и Гуровом. Имела кирпичный фундамент, при ней была сооружена деревянная колокольня, они были покрыты листовым железом. Ограда вокруг храма была кирпичная с деревянной решеткой. Престол в церкви был один — во имя святого Великомученика Георгия Победоносца. По штату 1897 года в ней служили два священника, один дьякон и два псаломщика. Причт пользовался посевным наделом в 25 десятин. Первым священником храма был Автономов Федор Викторович.
При церкви имелась деревянное караульное помещение для сторожей, также покрытое листовым железом. Расстояние от Георгиевского храма до консистории — 408 верст, до благочинного — 35 верст. Ближайшие к нему церкви церкви: в станице Арчадинской — 10 верст, в селении Староселье — 12 верстах, в слободе Гуляевке — 23 версты, на станции Раковке — в 18 верстах и в слободе Михайловки — 23 версты.
Хутора прихода Георгиевской церкви: хутора Безыменский, Гуров, Абрамов и Сухов. В приходе имелось министерское приходское мужское училище, открытое 1 октября 1875 года и женская церковно-приходская школа, открытая 1 ноября 1892 года. Существующая на хуторе школа грамоты в 1898 году была преобразована в церковно-приходскую школу. 11 сентября 1905 года приход посещал Преосвященный Иоанн, епископ Акскайский.
В июне 1935 года храм Георгия Победоносца был закрыт. Впоследствии был разрушен. На месте разрушенной церкви стоит Поклонный крест. Новый современный приход в хуторе Безымянка Михайловского района Волгоградской области был образован в 1998 году. Был приобретен старый дом с участком земли, переоборудованный в молитвенный дом. В 2006 году на хуторе был построен новый храм с кельями для настоятеля и монахинь. Богослужения в нём совершаются по воскресным и праздничным дням. При храме имеется библиотека. Настоятель — игумен Герасим (Александров) проводит занятия в местной школе..
Адрес храма: Волгоградская область, Михайловский район, хутор Безымянка, ул. Советская, 32.
В Государственном архиве Волгоградской области имеются документы, относящиеся к этой церкви.